# Byla jednou jedna… planeta
Byla jednou jedna… planeta je francouzský animovaný seriál ze série Byl jednou jeden… z roku 2008. Seriál se zabývá především problémům ekologie a trvale udržitelného života vzdělávací a zábavnou formou. Scénář a režie Albert Barillé.

## Seznam epizod
1. Strážci planety
2. Velký sever
3. Naše Země
4. Vzácná voda ze Sahelu
5. Amazonský prales
6. Energie
7. Spravedlivý obchod
8. Moře popelnice
9. Ekosystémy
10. Vzácná voda ve světě
11. Chudoba ve světě
12. Lesy světa
13. Protizákonný rybolov
14. Podnebí – jeho původ
15. Zemědělství
16. Biologická diverzita
17. Následky
18. Svět je zavalen odpadky
19. Ženy ve světě
20. Práce dětí
21. Obnovitelná energie
22. Dům a město
23. Podnebí – léčba
24. Výživa a zdraví
25. Technologie a modernost
26. A zítra?